# Frontera entre Bosnia-Herzegovina y Serbia
La frontera entre Serbia y Bosnia-Herzegovina es la frontera internacional terrestre entre Serbia y Bosnia-Herzegovina.

## Trazado
Comienza el norte al trifinio entre Serbia-Bosnia y Herzegovina-Croacia sobre el río Sava, luego corre hacia el este hacia Sremska Rača por los márgenes del Drina, después sigue el cauce de este río hacia Kamenica para tomar la dirección del sureste del país. A continuación, pasa a través de la parte superior de Stolac (1673 m), cruza el río Crni Rzav, llega a los ríos Uvac y Lim, al oeste de la ciudad de Priboj y la línea sinuosa a través de Javorje. Termina el sur al trifinio entre Serbia-Bosnia y Herzegovina-Montenegro. Está marcada por el río Drina y corre entre la Serbia Central y parte sureste de la República Serbia de Bosnia y Herzegovina.

## Historia
La frontera en un mismo curso se estableció en el Congreso de Berlín de 1878 después de que el Imperio otomano reconoció la independencia del Reino de Serbia y se mantuvo cuando el 1908 Bosnia y Herzegovina fue incorporada al Imperio austrohúngaro. Después de la Primera Guerra Mundial (1918) ambos territorios formaron parte del Reino de Yugoslavia, y después de la Segunda Guerra Mundial formaron parte de la República Federativa Socialista de Yugoslavia. Después de la disolución de Yugoslavia y la guerra de Bosnia, esta última se volvió independiente. La frontera logró su trazado definitivo en 2006, después de que Montenegro se separara de Serbia.

## Lecturas
- Boundaries and Violence: Repertoires of State Action along the Bosnia /Yugoslavia Divide, por James Ron, A: Theory and Society, Vol. 29, No. 5 (Oct., 2000), pp. 609-649

- Datos: Q3088859
- Multimedia: Bosnia and Herzegovina-Serbia border / Q3088859